# George Yeomans Pocock
George Yeomans Pocock (23 de março de 1891 – 19 de março de 1976) foi um importante designer e construtor de botes de remo de corrida no século XX.
Os botes construídos por Pocock começaram a ganhar campeonatos da Intercollegiate Rowing Association em 1923. Ele alcançou reconhecimento internacional ao fornecer botes de remo de corrida de oito remos que ganharam medalhas de ouro nos Jogos Olímpicos de Verão de 1936 com uma equipe da Universidade de Washington, e novamente em 1948 e 1952. Nesta época, quase todos os programas universitários e de remo esportivo nos Estados Unidos usaram botes de madeira e remos construídos por Pocock. Além de suas realizações como construtor de barcos, sua influência, promoção e filosofia de remo inspiraram inúmeros remadores e treinadores.

## Biografia
Natural de Kingston upon Thames, Inglaterra, Pocock aprendeu a arte da construção de barcos como aprendiz de seu pai, Aaron Frederick Pocock, um construtor de barcos do Eton College, e pai progressista de de cinco filhos, que incentivou seus filhos no esporte (incluindo sua filha Lucy). Ele próprio um remador campeão, Pocock (junto com seu irmão, Dick) usou o prêmio em dinheiro ganho nas corridas para emigrar da Inglaterra para Vancouver, Colúmbia Britânica, Canadá, em 1911, em busca de melhores perspectivas de emprego. Os irmãos, com a ajuda de sua irmã Lucy, que emigrou com seu pai e outra irmã, estabeleceram um negócio independente de construção de barcos, inicialmente fornecendo para remadores afiliados à organizações como o Vancouver Rowing Club e o Prince Rupert Rowing Club.
Em 1912, Hiram Conibear, treinador de remo na Universidade de Washington, visitou os irmãos Pocock em sua loja no porto de Vancouver e os convenceu a se mudarem para Seattle para construir barcos para as equipes de Washington. Quando o remo da U.W. foi fechado durante a Primeira Guerra Mundial, e não havia barcos para serem construídos, os irmãos Pocock foram contratados como construtores de pontões para um fabricante de aeronaves incipiente de Seattle, a Pacific Aero Products, que foi o precursor da Boeing. Em 1922, quando o uso de componentes de madeira na fabricação de aviões começou a declinar em favor do metal, George deixou a Boeing para retornar à construção de barcos para a Pocock Racing Shells no campus da Universidade de Washington.
Ao longo do meio século seguinte, Pocock aperfeiçoou a arte de construir botes de madeira rápidas e eficientes, introduzindo muitas inovações, incluindo o uso de cedro vermelho ocidental para a camada externa dos botes. Ele foi nomeado barqueiro para as equipes olímpicas de remo dos Estados Unidos em 1936, 1948, 1952 e 1956. Ele foi o mentor de muitos dos treinadores de remo da época, e continua a ser reverenciado por remadores e treinadores por suas contribuições ao remo.

## Prêmios
Pocock foi nomeado "Estrela do Esporte do Ano" em 1948 pelo Seattle Post-Intelligencer.
Introduzido no Hall da Fama do USRowing em 1966 como “Primeiro construtor de barcos”.
Introduzido no Hall da Fama dos Esportes do Estado de Washington em 2015.